# Дмитриева, Наталья Витальевна
Ната́лья Вита́льевна Дми́триева (род. 8 мая 1955, Моздок) — российский психолог, психотерапевт, кандидат медицинских наук, доктор психологических наук, профессор, академик Международной академии наук педагогического образования, Почётный работник высшего профессионального образования Российской Федерации. Является одним из основателей направления аддиктивная идентичность.

## Биография
Наталья Витальевна Дмитриева родилась 8 мая 1955 года в Моздоке.
В 1978 году окончила лечебный факультет Новосибирского медицинского института. В 1988 году успешно защитила диссертацию по медицине на тему «Профилактика сердечно-сосудистых заболеваний у рабочих радиоэлектронной промышленности», получив степень кандидата медицинских наук. В 1997 году Н. В. Дмитриева прошла цикл усовершенствования по психиатрии при факультете усовершенствования врачей при НГМИ.
В 1999 году Н. В. Дмитриева успешно защищает диссертацию по психологии на тему «Психологические факторы трансформации идентичности личности», получив степень доктора психологических наук. В 2002 году она была избрана академиком Международной академии наук педагогического образования. С 1990 по 2012 г.г. Н. В. Дмитриева работала в Новосибирском педагогическом университете, где создала кафедру Психологии личности и специальной психологии, которой руководила 10 лет. С 2013 года Н. В. Дмитриева работает в Санкт-Петербургском государственном институте психологии и социальной работы, где занимает должность профессора кафедры Педагогики и психологии девиантного поведения.

## Научная деятельность
Н. В. Дмитриева является одним из основателей направления аддиктивная идентичность, создатель школы психологов, работающих в этой области и защитивших под её руководством 39 кандидатских и докторских диссертаций. Н. В. Дмитриевой опубликовано более 300 научных и учебно-методических работ, среди которых 26 монографий. Осуществляет научное руководство диссертационными исследованиями по специальности Общая психология, история психологии, психология личности.
Н. В. Дмитриева практикующий врач-психотерапевт Европейского Реестра, член международной профессиональной психотерапевтической лиги, руководитель научно-исследовательской лаборатории Психологических практикумов Новосибирского педагогического университета, учредитель Сибирской ассоциации консультантов.

## Основные труды
- Короленко Ц. П., Дмитриева Н. В. Социодинамическая психиатрия. — М.: Академический проект, 2000.
- Короленко Ц. П., Дмитриева Н. В. Психосоциальная аддиктология. — Новосибирск: Изд. НГПУ, 2001.
- Дмитриева Н. В., Четвериков Д. В. Психология аддиктивного поведения. — Новосибирск: Изд. НГПУ, 2002.
- Короленко Ц. П., Дмитриева Н. В. Психоанализ и психиатрия. — Новосибирск: Изд. НГПУ, 2003.
- Короленко Ц. П., Дмитриева Н. В. Личностные и диссоциативные расстройства. — Новосибирск: Изд. НГПУ, 2006.
- Короленко Ц. П., Дмитриева Н. В.,Загоруйко Е. Н. Идентичность. Развитие. Перенасыщенность. Бегство. — Новосибирск: Изд. НГПУ, 2007.
- Короленко Ц. П., Дмитриева Н. В. Психологические и психические нарушения в постсовременном мире. — Новосибирск: Изд. НГПУ, 2009.
- Короленко Ц. П., Дмитриева Н. В. Сексуальность в постсовременном мире. — Новосибирск: Изд. НГПУ, 2011.
- Короленко Ц. П., Дмитриева Н. В. Интимность. — Новосибирск: Изд. НГПУ, 2012.
- Короленко Ц. П., Дмитриева Н. В. Аддиктология: настольная книга. — М.: Институт консультирования и системных решений, 2012.
- Короленко Ц. П., Дмитриева Н. В. Аддикции в культуре отчуждения. — Новосибирск: Изд. НГПУ, 2013.
- Короленко Ц. П., Дмитриева Н. В. Проституция. Психология, психотерапия. — М.: Институт консультирования и системных решений, 2013.
- Короленко Ц. П., Дмитриева Н. В. Личность в мегаполисе. Психология и психотерапия психических нарушений. — М.: Институт консультирования и системных решений, 2014.
- Короленко Ц. П., Дмитриева Н. В., Перевозкина Ю. М. Психодинамическая психотерапия девиантного поведения. — СПб., Новосибирск: Изд. СПбГИПСР, НГПУ, 2014.
- Короленко Ц. П., Дмитриева Н. В., Перевозкина Ю. М. Самоубийства: психология, психотерапия, терапия. — СПб., Новосибирск: Изд. СПбГИПСР, 2016.
- Короленко Ц. П., Дмитриева Н. В., Богачек И. С. Малоизученные психические состояния и нарушения и их коррекция с помощью ассоциативных карт. — СПб.: ГАЛАРТ+, 2017.
- Дмитриева Н. В. Дочки–матери. Любовь–ненависть. — СПб.: ГАЛАРТ+, 2018.

## Награды
- академик Международной академии наук педагогического образования (МАНПО) (2002).
- Почётный работник высшего профессионального образования Российской Федерации (2008).
- Памятный знак «За труд на благо города» в честь 115–летия со дня основания г. Новосибирска (2008).
- Сертификат Европейской Ассоциации психотерапии (2008).
- Медаль ордена «За профессионализм и деловую репутацию III степени» (2009).
- Золотой Почётный знак «Достояние Сибири» Межрегиональной  общественной ассоциации «Сибирское соглашение» в номинации «Наука и образование» (2010).
- Дипломы лауреата конкурса на лучшую научную книгу 2003, 2006, 2007, 2009, 2010 годов, проводимого Фондом развития отечественного образования Российской академии образования.
- Медаль «За вклад в развитие Новосибирской области» (2012)[3].